# Tokoname
Tokoname (japanisch 常滑市, -shi) ist eine Stadt in der Präfektur Aichi auf Honshū, der Hauptinsel von Japan.

## Geographie
Tokoname liegt südlich von Nagoya auf der Chita-Halbinsel an der Ise-Bucht.

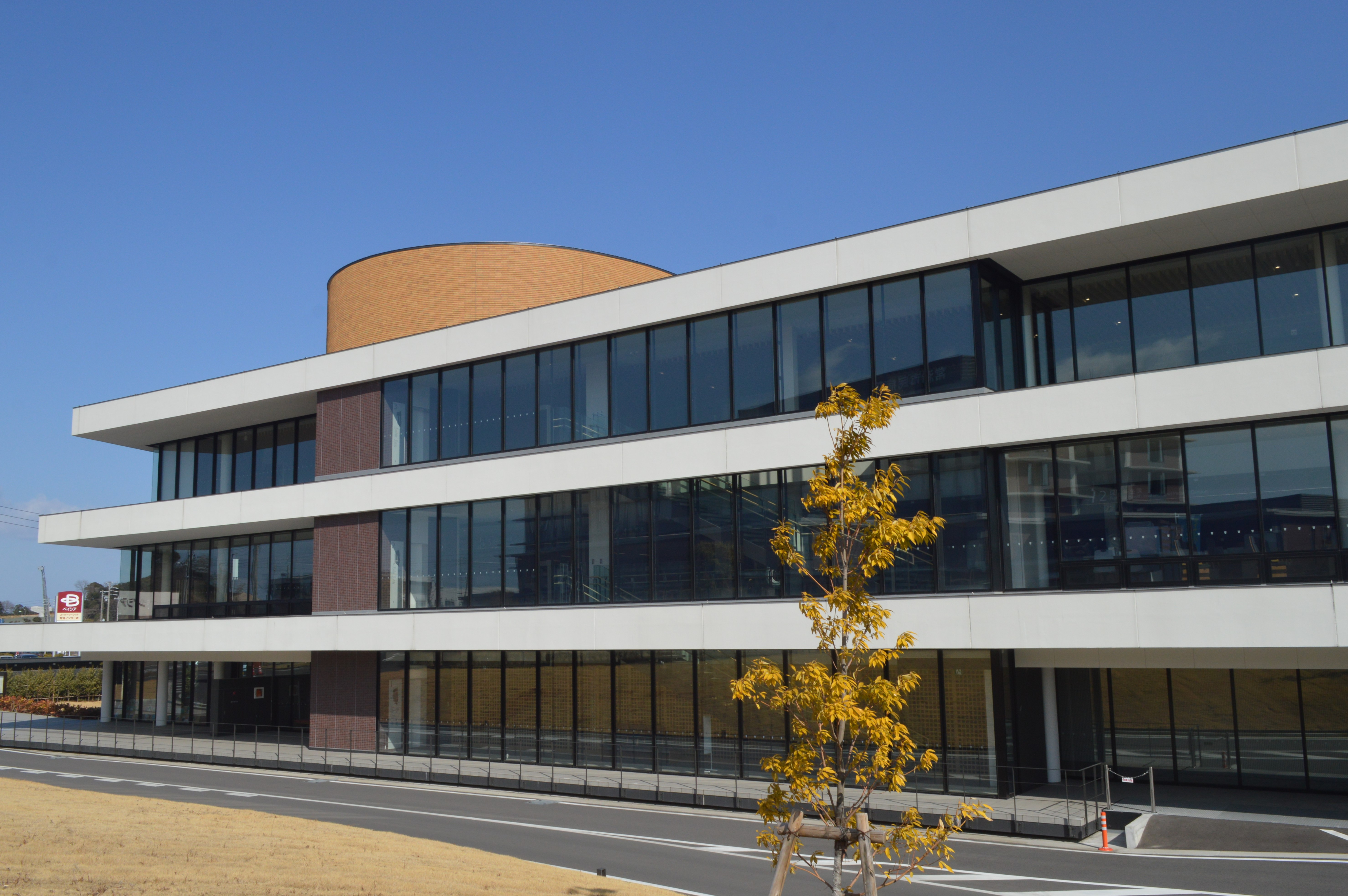
Rathaus

## Geschichte
Die Stadt Tokoname wurde am 1. April 1954 aus den ehemaligen Gemeinden Tokoname, Nishiura（西浦）, Onizaki（鬼崎）, Miwa（三和）, Kosugaya（小鈴谷） und Ono（大野） gegründet.

## Wirtschaft
Tokoname ist seit jeher bekannt für seine Keramik-Produktion, insbesondere für die als Kyūsu bekannten japanischen Seitengriff-Teekannen.

## Verkehr
Die Stadt wird von zwei Strecken der Bahngesellschaft Meitetsu erschlossen, der Meitetsu Tokoname-Linie und der Meitetsu-Flughafenlinie, die eine betriebliche Einheit bilden und im Bahnhof Tokoname aufeinander treffen. Durch Tokoname verlaufen die Nationalstraßen 155 und 247. Auf einer künstlichen Insel in der Ise-Bucht liegt der Flughafen Chūbu.

## Söhne und Töchter der Stadt
- Hiraiwa Gaishi (1914–2007), Finanzmanager und Unternehmer
- Morita Akio (1921–1999), Unternehmer
- Emi und Yumi Itō (The Peanuts) (* 1941, Emi † 2012), Sängerinnen
- Michiyo Yagi (* 1962), Musikerin

## Angrenzende Städte und Gemeinden
- Chita
- Handa